# Андреас Гурскі
Андреас Гурскі (нім. Andreas Gursky; нар. 15 січня 1955, Лейпциг) — німецький фотограф.

## Життєпис
Андреас Гурскі народився в 1955 році в Лейпцигу. Фотографії навчався спочатку у батька, рекламного фотографа, потім — після втечі сім'ї з НДР у ФРН — в Школі Фолькванг в Ессені, а потім, на початку 80-х, в Державній академії мистецтв у Дюссельдорфі. Андреас Гурскі багато подорожував — побував в Гонконзі, Каїрі, Нью-Йорку, Бразилії, Токіо, Стокгольмі, Чикаго, Афінах, Сінгапурі, Парижі, Лос-Анджелесі та інших містах. З другої половини 90-х Гурскі почав обробляти фотографії на комп'ютері, щоб домогтися більшого опрацювання деталей на великих панорамних фотографіях.

## Творчість
Німецький фотограф Андреас Гурскі народився в 1955 році. Фотографії навчався в три етапи. У Дюссельдорфі, де він ріс, його батько, успішний рекламний фотограф, вчив сина всім тонкощам і хитрощів ремесла. В кінці 70-х Гурський провів два роки в Ессені — в Школі Фолькванг, знаменитому закладі для підготовки професійних фотографів. Крім того, на початку 80-х Гурський навчався у Державній академії мистецтв у Дюссельдорфі, яка завдяки таким художникам, як Йозеф Бойс, Зігмар Польке і Герхард Ріхтер, стала колискою німецького післявоєнного авангарду. Життя заводила його в різні куточки планети: він бував в Гонконзі, Каїрі, Нью-Йорку, Бразилії, Токіо, Стокгольмі, Чикаго, Афінах, Сінгапурі, Парижі, Лос-Анджелесі та багатьох інших містах. Тематика ранніх робіт — недільний відпочинок і туристичні нариси — змінилася естетикою величезних заводів, готелів, офісних будівель і складів. До середини 90-х він не обробляв свої знімки на комп'ютері, проте згодом став вдаватися до подібного виду роботи з матеріалом, щоб генерувати більший простір, ніж те, яке може відобразити камера. Зараз його авторський стиль абсолютно пізнаваний: величезні полотна фотографій з практично відчутною текстурою, зроблені, як правило, з високою точки зйомки.
Фотографії Гурскі потрібно розглядати тільки в натурі, тобто в натуральну величезну величину, коли двох-трьох знімків цілком достатньо, щоб заповнити чималий виставковий зал.
На перший погляд його фотографії вражають тільки своїми розмірами: розігнані за допомогою техніки C-print до 2 х 4 метри, такі його знімки вважаються в порядку речей. Якщо до них наблизитися, то можна помітити, наскільки чотки у нього все плани і всі фігури незалежно від їх віддаленості. Як на знімку з гонщиками і глядачами на трасі-серпантині «Тур де Франс», однаковими що біля підніжжя гори, що у вершини. Це вже насторожує. Ще більш насторожує те, з якою щільністю Гурскі набиває свої кадри людськими натовпами, товарами, відходами і архітектурними деталями. Здавалося б, так і повинно бути, коли фотограф знімає сучасні «людські мурашники», величезні скупчення людей, толкущіхся на рок-концертах або навколо рингу, метушаться на біржі або щільно дефілюють на військово-спортивному параді (як на стадіоні в Пхеньяні). Однак усіх цих фігур на диво занадто багато.
Це схоже на реальність, але це не реальність, а таке її перебільшення, яке інакше як обманкою не назвеш. І потім, хоча багато знімків Гурскі зроблені з висоти пташиного польоту — для цього він дійсно забирається на будівельні крани і хмарочоси, знімає з вертольота — точка його зору невизначена, як невизначена і перспектива кадрів. Спробуйте її обчислити на знімку з ралі в Монте-Карло, де без видимих стикувань поєднуються одразу три різних види. Але це і не погляд з космосу, а вже про більш високих передбачуваних інстанціях, про які тлумачать деякі критики, і говорити не будемо.
Залишивши різноманітні домисли і містифікації, з'ясуємо суть справи: точка зору Гурскі — «фотошопний». З його дигитальной допомогою він і складає свої псевдонатуралістіческіе фоторозповіді. Точніше, це фотокартини. Адже Андреас Гурскі в першу чергу художник: він закінчив Дюссельдорфської академії мистецтв. Однак пояснимо, що професура цієї академії — суцільно художники-концептуалісти: Йозеф Бойс, Ганс Ріхтер, Бернд і Гілла Бехер. У останніх, як раз спеціалізувалися на концептуальної фотографії, і вчився Гурскі. У даному разі він їх навіть перевершив, спираючись на сучасні йому комп'ютерні технології. З їх допомогою і створюється та сама переповненість кадрів, коли шляхом витонченого монтажу поєднуються знімки одного і того ж місця скупчення людей або події, зроблені з деякими тимчасовими інтервалами. З одного боку, цей фокус — виклик кіно, з іншого, оскільки виходить багатофігурна композиція, це апологія картини, яку вже не один раз ховали. Це і розповідь, але досить дивний: без зав'язки і без кульмінації, та й, як стає зрозумілим, взагалі без авторської позиції. Що можна сказати про натовпи службовців, що снують на різних поверхах офісного білдінга, або про гігантських стелажах з товаром в супермаркеті? Банальність. З іншого боку — тут і своєрідна політкоректність: кожен видно без ракурсів і спотворень, так що всі рівні. Але примноження і уточнена в деталях банальність, до того ж розігнана до размери монументального полотна, дійсно виробляє зачаровує враження. Ні, це не краса, а щось інше. Ще на початку минулого століття історик мистецтва Павло Муратов писав: ми лише за звичкою користуємося класичними визначеннями, коли маємо справу з сучасним мистецтвом, кажучи «краса» там, де потрібно було б сказати просто — «емоція». Можна подумати, що вже тоді Муратов обчислив «зірку» Гурскі.
Роботи Гурскі монументальні не тільки за своїми розмірами — монументальний світ, відображений на них. Однак ми не побачимо тут нічого особливого, нічого виняткового. Найчастіше тут взагалі нічого не відбувається. Матеріалом для Гурскі служить світ сучасної глобалізованої повсякденності — світ виробництва та споживання, стерильних міських ландшафтів і заміських пейзажів. При цьому можна виділити два різновиди фотографій Гурскі. На одних НЕ зображено майже нічого: їх сюжетна сторона мінімізована до межі. На інших, навпаки, зображено дуже багато: зазвичай це людський натовп, побачені звідкись зверху поглядом відстороненим, всеосяжним і неупередженим. Цей погляд не віддає перевагу нікому і нічому конкретно, але ретельно фіксує кожну дрібницю.
Часом ці роботи буквально до країв переповнені фігурами людей. Але саме на цих знімках підсумковий ефект безподієвості особливо сильний. Здається, ніби всі рухи, всі жести, зафіксовані одночасно, в сумі дають нуль. Нуль розвитку, нуль історичності: статика, але не в формі спокою, а в формі безперервного руху; монотонність — але нескінченно подрібнена і різноманітна. Конститутивна здатність фотографії ловити мить на льоту, заморожувати його знаходить в роботах Гурскі особливий сенс: виникає відчуття, що все життя спіймана на льоту і ця зупинка виявляє її воістину парменідівське сутність, яка полягає в ілюзорності всякого руху, всякого розвитку.
Цей ефект пов'язаний, судячи з усього, з просторовою дистанцією, яку займає фотограф по відношенню до «життя», що дозволяє йому показати цю «життя» як цілісний контекст, що перевершує суму відмінностей. Художник як би дивиться на світ з висоти пташиного польоту — і з воістину пташиної пильністю, не випускати з поля зору жодної деталі. Цей погляд і дозволяє Гурскі показати «життя» як ціле. Навіть якщо він знаходиться на одному просторовому рівні зі своїм сюжетом, принципової залишається знову ж можливість повного охоплення всієї структури, всього контексту, можливість підсумувати окремі предмети, показавши переважання тотожності над відмінністю і порядку над хаосом.
Візитною карткою Гурскі є панорамні фотографії великого формату, зроблені, як правило, з високої точки. У 2007 році робота Гурскі «99 центів» (1999 р) була продана за $ 3 340 456, встановивши новий рекорд ціни за фотографію.

## Виставки
- #1989 — Museum Haus Lange, Krefeld; Centre Genevois de Gravure Contemporaine, Geneva, Switzerland
- #1992 — Kunsthalle Zürich, Switzerland
- #1994 — Deichtorhallen, Hamburg; De Appel Foundation, Amsterdam, Netherlands; Kunstmuseum Wolfsburg
- #1995 — Portikus Frankfurt; Rooseum, Malmö, Sweden; Tate Liverpool, England
- #1998 — Kunsthalle Düsseldorf; Kunstmuseum Wolfsburg; Fotomuseum Winterthur, Switzerland; Milwaukee Art Museum, Milwaukee, USA; Museum of Contemporary Arts, Houston, USA
- #1999 — Scottish National Gallery of Modern Art, Edinburgh, Scotland; Castello di Rivoli, Turin, Italy
- #2000 — Sprengel Museum, Hannover; Galerie für Zeitgenössische Kunst, Leipzig; Busch-Reisinger Museum, Havard University, Cambridge, USA
- #2001 — Museum of Modern Art, New York, USA; Museum of Contemporary Art, Chicago, USA; Museo Nacional Centro de Arte Reina Sofía, Madrid, Spain; Centre Georges Pompidou, Paris, France;
- #2003 — San Francisco Museum of Modern Art, San Francisco, U.S.
- #2005 — Kunstmuseum Wolfsburg; Juan March Institute, Madrid, Spain
- #2007 — Haus der Kunst, Munich, Germany
- #2007 — White Cube, London, England
- #2007 — Kunstmuseum Basel, Basel
- #2007 — Istanbul Modern, Istanbul, Turkey
- #2007 — Matthew Marks Gallery, New York, U.S.

1. ↑  LIBRIS — Королівська бібліотека Швеції, 2012.
2. ↑  Museum of Modern Art online collection
3. ↑  https://www.workwithdata.com/person/andreas-gursky-1955
4. ↑  Artists + Artworks
5. ↑  https://www.fine-arts-museum.be/nl/de-collectie/artist/gursky-andreas-1
6. ↑  [geen titel]
7. ↑  ZKM Center for Art and Media Karlsruhe — 1997.
8. ↑  https://bard.emuseum.com/people/2305/andreas-gursky